# جون جوزيف ميرلين
جون جوزيف ميرلين (بالإنجليزية: John Joseph Merlin)‏ هو مهندس بلجيكي، ولد في 17 سبتمبر 1735 في هوي في بلجيكا، وتوفي في 4 مايو 1803 في لندن في المملكة المتحدة.

## وصلات خارجية
- جون جوزيف ميرلين على موقع الموسوعة البريطانية (الإنجليزية)